# Stingray
L'StingRay és un capturador IMSI (Identitat d'Abonat Mòbil Internacional), un dispositiu de vigilància de telèfons cel·lulars molt polèmic, fabricat per la Harris Corporation. Inicialment desenvolupat per a ús militar i dels serveis d'intel·ligència, l'StingRay i d'altres dispositius similars fets per Harris, tenen una gran implantació a les forces de seguretat locals i estatals, arreu dels Estats Units d'Amèrica. La seva popularitat ha causat que s'utilitzi la denominació Stingray com a nom genèric per a descriure aquesta mena de dispositius.

## Tecnologia
L'StingRay és un capturador IMSI amb funcionalitat tant passiva (anàlisi digital) com activa (simulació de cèl·lula). Quan opera en mode actiu, el dispositiu mimetitza una torre de cèl·lula de proveïdor de telefonia sense fils, per tal de forçar tots els telèfons mòbils propers i d'altres dispositius cel·lulars a connectar amb ell.
La família de dispositius StingRay es pot muntar en vehicles, avions, helicòpters i vehicles aeris no tripulats, així com portar-lo en mà.

### Operacions en mode actiu
1. Extracció de dades emmagatzemades, com el número d'Identitat d'Abonat Mòbil Internacional ("IMSI") i el Número de Sèrie Electrònic ("ESN"),[8]
2. Escriptura de metadades de protocol cel·lular a l'emmagatzematge intern
3. Forçat de l'augment de la potència de transmissió del senyal,[9]
4. Forçat de la quantitat de senyals de ràdio emeses
5. Intercepció del contingut de les comunicacions
6. Seguiment i localització de l'usuari del dispositiu cel·lular,[3]
7. Efectuar un atac de denegació de servei
8. Extracció de claus de xifrat.[10]

### Operacions en mode passiu
1. Efectuant peticions a les estacions base, el qual és el procés d'utilitzar senyals sense fils per identificar sistemes cel·lulars legítims i cartografiar les seves zones de cobertura
2. Provocar interferències de ràdio, tant per provocar una denegació de servei com per participar en atacs de protocol rollback en mode actiu[11]